# Hvalhaj
Hvalhajen (latin: Rhincodon typus) er en haj i slægten Rhincodon. Det er verdens største fisk. Den måler normalt ca. 10 meter, men der er beretninger om 18 meter lange hvalhajer. Den største hvalhaj, der er registreret målte 12,65 meter og vejede 21,5 ton, men det formodes, at hvalhajen kan blive op til 20 meter lang.
Hvalhajen føder levende unger i kuld med 100-200 unger. Ved fødslen måler ungerne 50-60 centimeter.